# شهرستان شدلتسه
شهرستان شدلتسه (به لهستانی: Powiat Siedlce) یک شهرستان در لهستان است که در استان ماسوویان واقع شده‌است. شهرستان شدلتسه ۱٬۶۰۳٫۲۲ کیلومتر مربع مساحت و ۸۰٬۵۶۰ نفر جمعیت دارد.